# Monika Lepel
Monika Lepel (* 1962) ist eine deutsche Innenarchitektin. Gemeinsam mit ihrem Mann, dem Architekten Reinhard Lepel, führt sie seit 1994 das Büro Lepel & Lepel in Köln.

## Leben
Nach ihrer Ausbildung an der Peter Behrens School of Architecture (PBSA) in Düsseldorf und der internationalen Sommerakademie in Salzburg war sie als Innenarchitektin bei KSP Köln tätig. Von 1992 bis 1996 unterrichtete sie die Grundlagen der Gestaltung an der PBSA in Düsseldorf. Seit 1994 führt Monika Lepel gemeinsam mit ihrem Mann, dem Architekten Reinhard Lepel, das Büro Lepel & Lepel in Köln. Sie realisierte unter anderem Projekte für Unternehmen wie die Rewe Group, Google, Microsoft sowie für Sakralgebäude wie die Lutherkirche in Düsseldorf.
Die zentralen Themen ihrer Arbeit als Innenarchitektin sind das Büro der Zukunft, Sakralräume und nachhaltiges Bauen. Ein besonderer Schwerpunkt ihrer Arbeit liegt in der Auseinandersetzung mit der Balance zwischen Nähe und Distanz, die sie unter dem Slogan "Beziehungen bauen" zusammenfasst und als Speakerin sowie Gastdozentin in Vorträgen, Seminaren und Workshops vermittelt.
Im Jahr 2020 war Monika Lepel eine von 21 ausgewählten Frauen aus dem Baugewerbe in NRW, deren Arbeit im Rahmen der Ausstellung „Frau Architekt. Seit über 100 Jahren: Frauen im Architekturberuf“ im Haus der Architekten in Düsseldorf präsentiert wurde. Gezeigt wurde die Gestaltung des Sakralraums der Lutherkirche in Düsseldorf „Frau Architekt“ war eine Ausstellung in Kooperation mit dem Deutschen Architekturmuseum (DAM) Frankfurt am Main und wurde vom Museum der Baukultur NRW präsentiert.

## Engagement
- 2017–2021: Mitglied im Beirat des „Haus der Stille“ der Evangelische Kirche im Rheinland[2]
- 2012–2019: Vorstand Trägerverein von „Das RAD Christen in künstlerischen Berufen e.V.“[3]
- 2000–2012: Leitung der Fachgruppe Architektur (jetzt "Räume") der Künstlergemeinschaft „Das RAD Christen in künstlerischen Berufen“[5]
- 2014: Gründungsmitglied des Froh e.V.[4]

## Projekte (Auswahl)

### Office und Verwaltung
- Aurelis (Haus Watt) Mannheim – Revitalisierung einer Bestandsimmobilie (2021)[6]
- GIZ Campus Bonn – Kommunikationsbereiche für die Deutsche Gesellschaft für Internationale Zusammenarbeit (2019)[7]
- Microsoft Köln – Neugestaltung der Microsoft Regional Offices am Kölner Rheinauhafen (2019)[8]
- HRS Group im Coeur Cologne – Innenarchitektur für die Büroflächen des Kölner Headquarters (2017)[9]
- Ernst & Young Berlin – Umbau und Neugestaltung von Büroflächen für EY Niederlassungen in  Deutschland (seit 2015)[10]
- Google Office Düsseldorf – Innenarchitektur der Büroräume am Standort Düsseldorf (2011)[11]

### Kirchen und Gemeinden
- Gustav Adolf Kirche Düsseldorf – Neugestaltung von Kirchenraum und Orgelprospekt, Konzeption der Prinzipalien (2014)[12]
- Lutherkirche Elsdorf – Innenarchitektur und Neugestaltung von Kirchenraum, Orgel und Prinzipalien (2013)[13]
- Evangelische Kirche Köln-Klettenberg – Tersteegensaal[14]
- Evangelische Lutherkirche, Düsseldorf – Altarraum und Prinzipalien (2010)[15]

### Öffentliche Projekte
- Kreishaus Siegburg – Neugestaltung und Sanierung der Kreishaus-Kantine (2014)[16]
- Ausstellungsarchitektur zu „Sie & Er“ Frauenmacht und Männerherrschaft des Museums für Völkerkunde,  Völger in der Kunsthalle Köln (1997)

### Wohnen und weitere Projekte
- Telekom Flagship Store Köln – Magenta goes Loft! Umbau des Telekom Shops zum Flagship Store (2021)[17]
- Wochenendhaus Plan B Eifel – Neubau eines Wochenend- und Feriendomizils (2019)[18]
- Flagship Store Telekom München – Retail-Konzept für den Flagshipstore am Marienplatz (2017)[19]
- Gästehaus Schönblick – Umbau und Neugestaltung der Hotelzimmer und Speisebereiche (2017)[20]
- Deutsche Botschaft Wien – Wettbewerbsbeitrag für den Neubau (2016)[21]
- Lichtwerk Store Düsseldorf (2001)

## Vorträge und Lehre (Auswahl)
- 2022: Onlinekurs bei Domestika: "Grundlagen der Innenarchitektur: Plane kreative Arbeitsräume"
- 2021: 1. Fachtag Wirtschaftspsychologie und Innenarchitektur: "Beziehungen Bauen"[22]
- 2019: Deutscher Architektentag, Fachforum Digitalisierung in Berlin: "Im Jahre 2030 – Wie gestaltet sich die Zukunft unserer Arbeitswelt?"[23]
- 2019: Intertextile in Shanghai, China: "Enjoy Working – Textiles in Office Environments"[24]
- 2018: Keynote bdia nrw Fachforum Retail, Raum und Digitalisierung in Bocholt: "Die Kundenversteher"[23]
- 2018: Immobilienforum in Köln: "Das beste Büro – Willkommen in der VUCA-Welt"[23]
- 2017: Future Office Special Show, Paperworld in Frankfurt/Main: "Rituale für digitale Nomaden"[25]
- 2016: Architektenkammer NRW in Düsseldorf: "Strategien für die erfolgreiche Teilnahme an Wettbewerben"[23]
- 2014: Internationales Forum ‚Future Workspaces‘ der Fraunhofer IAO und FpF e.V. in Frankfurt/Main: "Gestaltete Bürowelt als Grundlage für kreative Arbeit"[23]
- 2013: KAP Forum in Köln mit Reinhard Lepel: „Creative.City – Was bewegt die Stadt von morgen?“[26]
- 2012: Keynote Resopal denk.werkstatt in Groß-Umstadt: "In Grenzen frei"[23]
- 1995: Referentin an der internationale Sommerakademie auf den Kykladen,  Frieder Wagner „Die Gesten des Tages“ mit Reinhard Lepel[23]
- 1992–1996: Lehrauftrag an der Peter Behrens School of Architecture[27], Düsseldorf, Lehrstuhl  Frieder Wagner, „Grundlagen der Gestaltung“

## Auszeichnungen (Auswahl)
2022
- Award TOP 50 der internationalen Best Workspaces 2022: Auszeichnung für Umbau einer Büroetage für Microsoft, Hamburg

2020
- „Frau Architekt - Seit über 100 Jahren: Frauen im Architekturberuf“ 2020, Düsseldorf

2019
- German Brand Award 2019 Winner Brand Communication, Architecture & Buildings: HRS Group, Köln
- DGNB Platin 2019 für Clouth 104, Köln

2018
- iF Design Award (Interior Architecture) 2018 für den Telekom Flagship Store, München
- Iconic Award Winner Innovative Architecture 2018 für den Telekom Flagship Store, München
- German Brand Award Winner 2018 für den Telekom Flagship Store, München

2014
- iF Design Award Communication 2014 für das Google Office, Düsseldorf
- BDIA Auszeichnung: Google Office, Düsseldorf

2013
- Vorstellung der Altarraumgestaltung Lutherkirche, Düsseldorf in Best Architects 14
- Iconic Award Interior Winner 2013 für die Altarraumgestaltung Lutherkirche, Düsseldorf
- Red Dot Design Award Winner 2013 für das Interior Design Google Office, Düsseldorf

2011
- Red Dot Design Award Produktdesign 2011 für die Neugestaltung Altarraum – Evangelische Lutherkirche, Düsseldorf

2002
- Deutscher Innenarchitekturpreis BDIA: 3. Preis Lichtwerk 2002 für das Geschäft im Stilwerk Düsseldorf

## Veröffentlichungen (Auswahl)

### Print und Online
- Die Wirtschaft Köln: "Architektur kann einen Beitrag zu Klimaschutz und Nachhaltigkeit leisten"[28]
- brand eins: „Ein Büro sollte wie eine Werkstatt sein“ (10.2021)[29]
- Zukunft Kirchen Räume: "Projekt Gustav-Adolf-Kirche | Gemeindezentrum"[30]
- bdia Handbuch Innenarchitektur 2021/22: „Frau Innenarchitekt“ – Monika Lepel, Callwey Verlag (14.05.2021)[31]
- competition.com: "Architektur, die / Substantiv / feminin" (19.04.2021)[32]
- Arcade: "GIZ - Nachhaltige Wissenswerkstatt" (02|2021)[33]
- Md-mag: "Büro mit Lokalbezug" (27.01.2021)[34]
- Koelnarchitektur.de: "Neu im Online Architekturführer KÖLN" (05.01.2021)[35]
- Wirtschaftspsychologie: "Arbeitswelten zur Potenzialentfaltung" (o. D.)[36]
- Capital "Ich hatte einen Raum" (10.2020)[37]
- DAB Magazin "Wie sieht das ideale Büro aus?" (10.2020)[38]
- Kölner Stadt-Anzeiger: "Was das Werk von Monika Lepel so besonders macht" (18.08.2020)[39]
- BDIA Handbuch Innenarchitektur 2020/21 (05.2020)[40]
- Cube: "Für Viele viel verbessern" (04|2020)[41]
- LEPEL & LEPEL Architekt Innenarchitektin PartG mbB: "Beziehungen bauen" ISBN 978-3-00-064043-8 (11.2019)

### Podcasts
- Palais F*luxx Podcast | Folge 16: "Palais F*luxx Podcast: Das Magazin"[42]
- Brand eins Podcast: "Was Büros heute bieten müssen" (24.09.2021)[43]
- Fast Forward: "New Work nach der Krise – sind wir bereit für Digital Leadership?" (12.2020)[44]
- Jung Architecture Talks: "Beziehungen bauen" (20.10.2020)[45]